# Parabelschablone

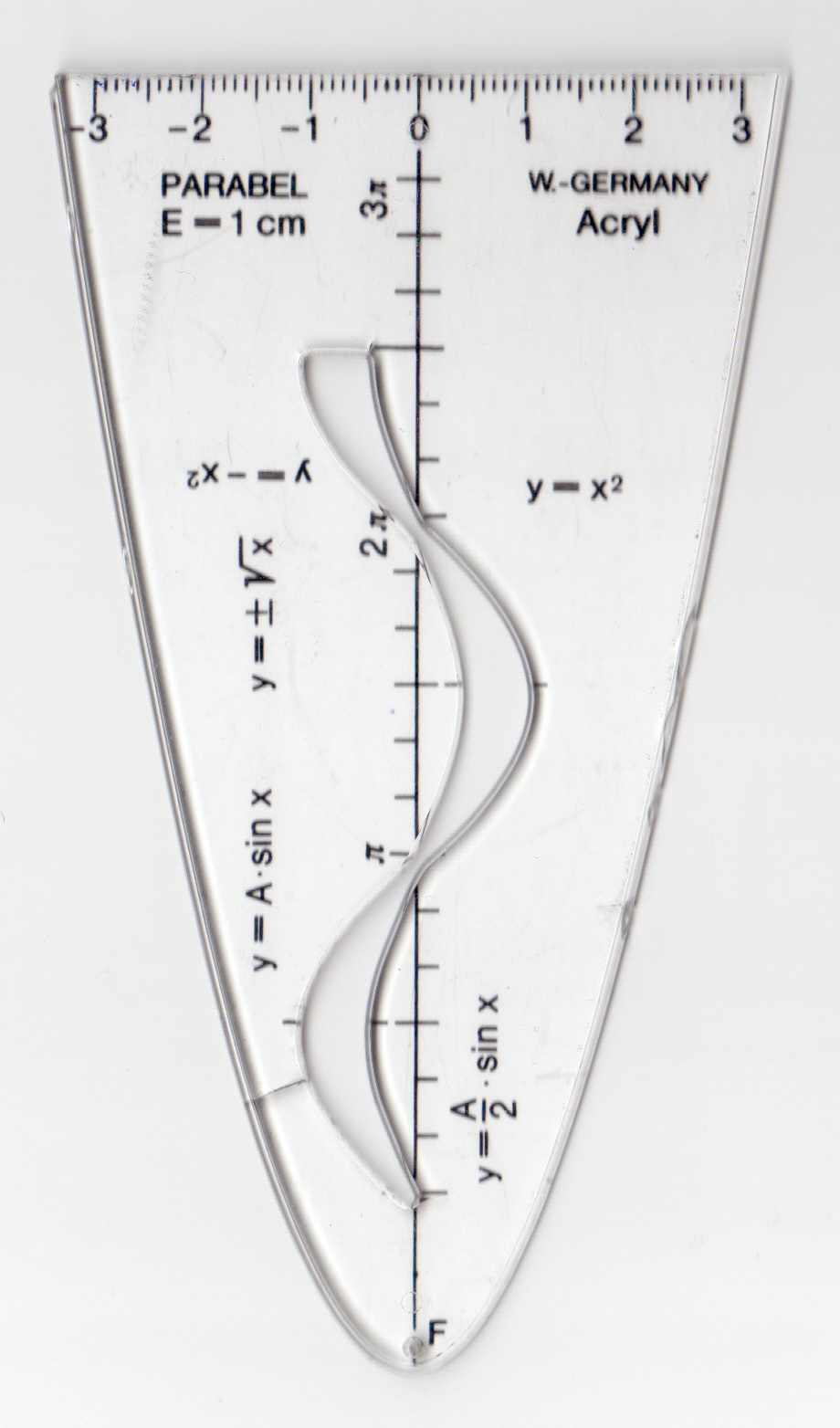
Parabelschablone

Eine Parabelschablone ist ein Kurvenlineal, mit dem man schnell einer Reihe von Funktionsgraphen zeichnen kann. Neben dem Lineal, dem Geodreieck mit integriertem Winkelmesser und dem Zirkel zählt die Parabelschablone zu den wichtigsten Hilfsmitteln im Mathematikunterricht der Mittelstufe. Der Längeneinheit in Zentimetern auf der Schablone entsprechen in der Regel zwei Längeneinheiten des karierten Rechenhefts.
Parabelschablonen sind meist aus Acrylglas, aber man kann sie auch selbst aus Pappe basteln. Bei den käuflich erhältlichen Exemplaren ist oft eine Schablone für die Sinusfunktion, manchmal auch für die Kosinus- und Tangensfunktion integriert.

## Zeichnen der Normalparabel
Parabelschablonen erlauben das Zeichnen von Parabeln, die kongruent zur Normalparabel sind. Dazu muss der Scheitelpunkt der quadratischen Funktion bekannt sein oder berechnet werden.
Das Zeichnen einer Parabel erfolgt in folgenden Schritten:
1. Scheitelpunktform ermitteln
2. Scheitelpunkt ermitteln
3. Koordinatensystem zeichnen
4. Schablone am Scheitelpunkt anlegen
5. Parabel zeichnen
6. Überprüfung der Zeichnung

### Scheitelpunkt ermitteln
Hat man eine quadratische Funktion vom Normalparabeltyp der Form
{\displaystyle f(x)\,=ax^{2}+bx+c{\text{ mit }}a=-1{\text{ oder }}a=1}
so muss man zunächst diese Funktionsgleichung in die Scheitelpunktform umformen:
{\displaystyle f(x)=a(x-d)^{2}+e}
Aus ihr kann man den Scheitelpunkt {\displaystyle S(d|e)} direkt ablesen.
Die Funktion {\displaystyle f(x)=ax^{2}+bx+c} wird dafür in die Form
{\displaystyle f(x)=a\left(x+{\frac {b}{2a}}\right)^{2}+{\frac {4ac-b^{2}}{4a}}}
überführt. Wenn diese Formel zu kompliziert erscheint, dann können die Schülerinnen und Schüler schrittweise die quadratische Ergänzung durchführen.
Der Scheitelpunkt lautet dann
{\displaystyle S\left(-{\frac {b}{2a}}\ {\Bigg |}\ c-{\frac {b^{2}}{4a}}\right).}

### Interpretation der Parametera, dunde

Spiegelung für oder

Die Ausrichtung der Schablone nach oben oder unten und die Verschiebung des Scheitelpunkts vom Koordinatenursprung ist abhängig von den Parametern {\displaystyle a,d} und {\displaystyle e}.
- Ist {\displaystyle a=1}, also positiv, so ist die Parabel nach oben geöffnet, bei {\displaystyle a=-1} ist sie nach unten geöffnet.
- Der Umgang mit dem Parameter {\displaystyle d} ist fehlerträchtig, weil in der Scheitelpunktform ein Minuszeichen vor dem {\displaystyle d} steht. Ist {\displaystyle d} selbst negativ, so wird die Parabel um den Betrag von {\displaystyle d} nach links verschoben, andernfalls nach rechts.
- Der Parameter {\displaystyle e} gibt die Verschiebung der Schablone nach oben oder unten an.

### Überprüfung der Zeichnung
Nach dem Zeichnen der Parabel zur Funktion {\displaystyle f(x)\,=ax^{2}+bx+c} kann das Ergebnis an den Achsenschnittpunkten überprüft werden:
- Ist der Schnittpunkt der Parabel mit der {\displaystyle y}-Achse bei dem Punkt {\displaystyle (0|c)}?
- Sind die Nullstellen, falls vorhanden, an den richtigen Stellen auf der {\displaystyle x}-Achse?

## Zeichnen weiterer Funktionsgraphen

Graph der Quadratwurzelfunktion

Im Inneren der Schablone gibt es in der Regel ausgestanzte Kurven zum Zeichnen der Graphen von trigonometrischen Funktionen. Dabei lässt sich mit einer ausgestanzten Sinuskurve auch eine Kosinuskurve zeichnen, indem man die Schablone um {\displaystyle {\tfrac {\pi }{2}}} Einheiten in negative {\displaystyle x}-Richtung versetzt.
Außerdem kann man den Graphen der Quadratwurzelfunktion zeichnen. Dazu kippt man die Schablone nach rechts, so dass die Öffnung der Schablone in Richtung der positiven x-Achse zeigt. Nun ignoriert man den unteren Teil und zeichnet entlang des oberen Teils der Schablone. Dass man dieselbe Schablone für Parabel- und Quadratwurzelfunktion benutzen kann, hängt damit zusammen, dass (bei geeigneter Einschränkung der Wertebereiche) das eine jeweils die Umkehrfunktion des anderen ist.

## Methodische Kritik
Die Parabelschablone ist als Zeichengerät weiter entwickelt als die Geräte der klassisch euklidischen Konstruktion mit Zirkel und Lineal. Das widerspricht unter anderem dem Konzept der dynamischen Geometrie. Die Kenntnisse und Fähigkeiten, die zum Erstellen einer Parabel benötigt werden, werden nicht mehr geübt, Teile der Konstruktion werden übersprungen und so ein Zeichnen ohne Nachdenken ermöglicht.
Seit der flächendeckenden Einführung von Taschenrechnern lassen sich andererseits heute sehr rasch Wertetabellen und (mit grafikfähigen Taschenrechnern) Graphen automatisch bequem erstellen und anzeigen. Dadurch entfällt an den Schulen teilweise der methodische Grund des raschen Bilderstellens durch die Parabelschablone.